# Argyrosomus coronus
Argyrosomus coronus és una espècie de peix de la família dels esciènids i de l'ordre dels perciformes.

## Morfologia
- Els mascles poden assolir 200 cm de longitud total[4] i 77 kg de pes.[5]
- Nombre de vèrtebres: 25.[6]

## Hàbitat
És un peix de clima tropical i bentopelàgic que viu fins als 100 m de fondària.

## Distribució geogràfica
Es troba a l'Atlàntic sud-oriental: des de Sud-àfrica fins a Angola.

## Observacions
És inofensiu per als humans.